# Rangita
Rangita (Malagassisch: 'Vreemd behaard'), ook bekend als Rangitamanjakatrimovavy, was een Vazimba-koningin. Zij regeerde van omstreeks 1520 tot omstreeks 1530 in Merimanjaka, een plaats in de centrale hooglanden van Madagaskar. Zij was de troonopvolger van haar vader, koning Andrianmpandramanenitra (ook wel Rafandramanenitra genoemd). Na haar dood werd ze opgevolgd door Rafohy. 
Er bestaat veel onduidelijkheid over de identiteit van Rangita, aangezien de Malagassische overleveringen elkaar op veel punten tegenspreken. Zo was Rafohy mogelijk een zuster, een dochter of een geadopteerde dochter van Rangita. Volgens één verslag had Rangita twee zonen, maar dit wordt niet gestaafd door andere overleveringen. De meeste overleveringen schrijven Rangita de typische Vazimba-kenmerken toe: een klein postuur en een donkere huid. 

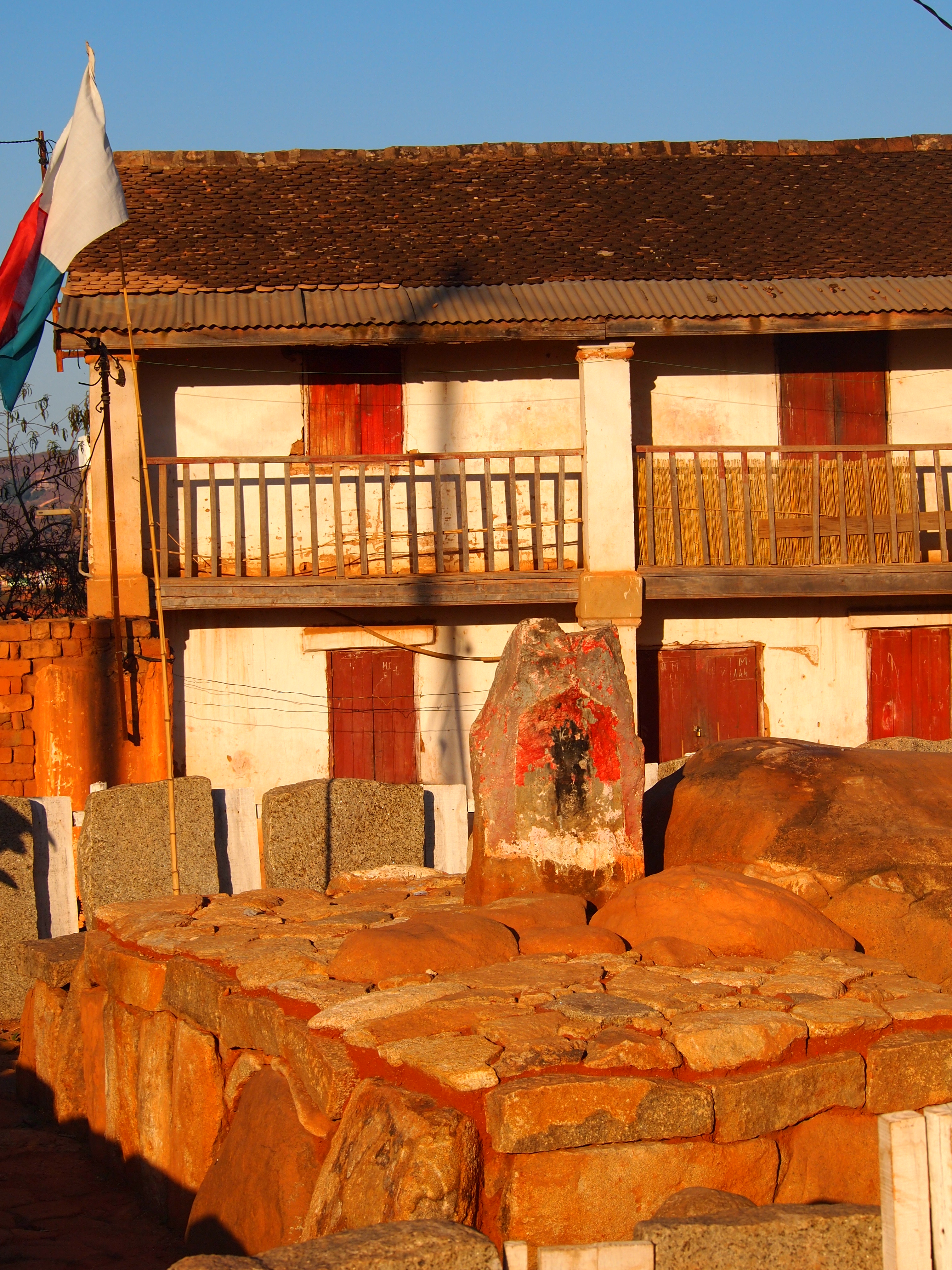
Symbolisch graf van koningin Rangita in Imerimanjaka

De Vazimba's werden na hun dood traditioneel ondergedompeld in 'heilige wateren', soms nadat ze in een uitgeholde boomstam als doodskist waren gelegd. Volgens Malagassische overleveringen werd het lichaam van Rangita in een zilveren kist in de vorm van een prauw gelegd, waarop ze werd ondergedompeld in een moeras.